# Lambula bivittata
Lambula bivittata là một loài bướm đêm thuộc phân họ Arctiinae, họ Erebidae.